# Forcipomyia formosae
Forcipomyia formosae är en tvåvingeart som först beskrevs av Jean-Jacques Kieffer 1921.  Forcipomyia formosae ingår i släktet Forcipomyia och familjen svidknott.
Artens utbredningsområde är Taiwan. Inga underarter finns listade i Catalogue of Life.